# Ancho escocés

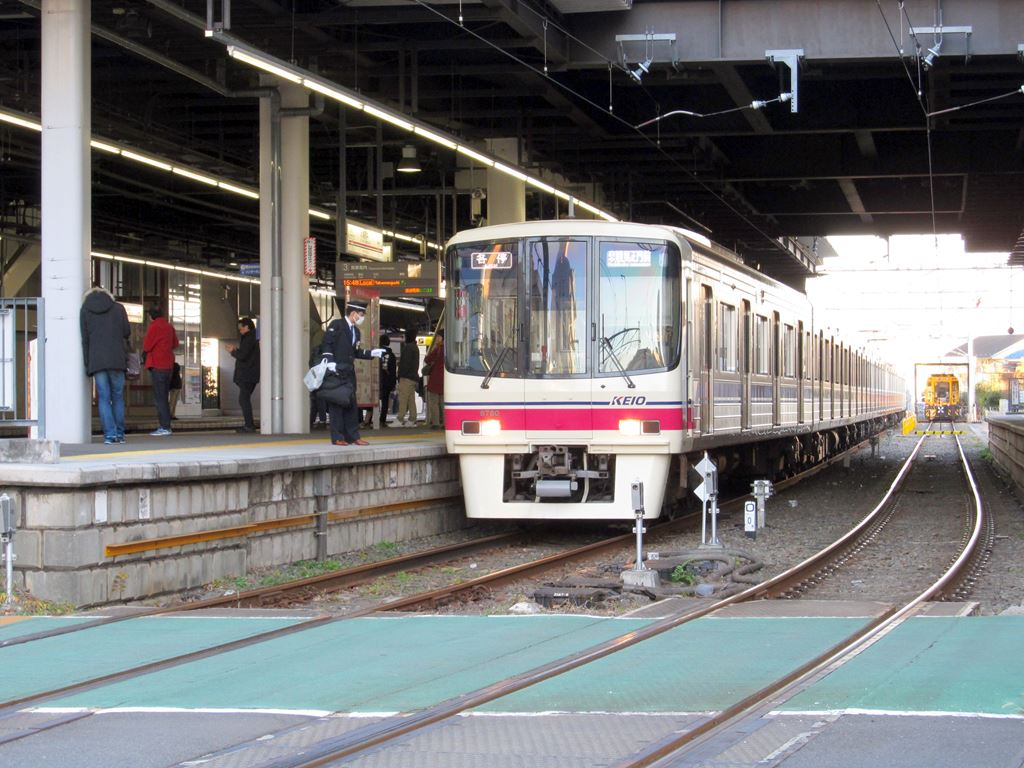
Tren Keio 8000 en la Estación de Higashi-Fuchū (Japón)

El ancho de vía escocés (4 pies 6 plg (1372 mm)), también denominado ancho de 4,5 pies o de cuatro pies y medio, fue adoptado por los ferrocarriles de principios del siglo XIX principalmente en el área de Lanarkshire, en Escocia.
El ancho escocés difería ligeramente del ancho de 4 pies 8 plg (1422 mm) que se utilizó en algunas de las primeras líneas en Inglaterra. Cuando se implantaron los primeros ferrocarriles, cada compañía eligió su propio ancho, pero con el paso del tiempo se hizo evidente la necesidad de adoptar un ancho unificado que facilitara el tránsito de los trenes entre las distintas líneas, y finalmente se impuso el denominado ancho estándar de 4 pies 8,5 plg (1435 mm). A principios de la década de 1840, comenzaron a construirse líneas de ancho estándar en Escocia, y todas las líneas de ancho escocés acabaron convirtiéndose a la medida estándar. Finalmente, en 1846 quedó prescrito el uso del ancho de vía escocés en Gran Bretaña. Curiosamente, a partir de 1903 el tranvía de Tokio comenzó a construir sus vías con el antiguo ancho de 4 pies y medio. 

## Ferrocarriles escoceses construidos en ancho escocés

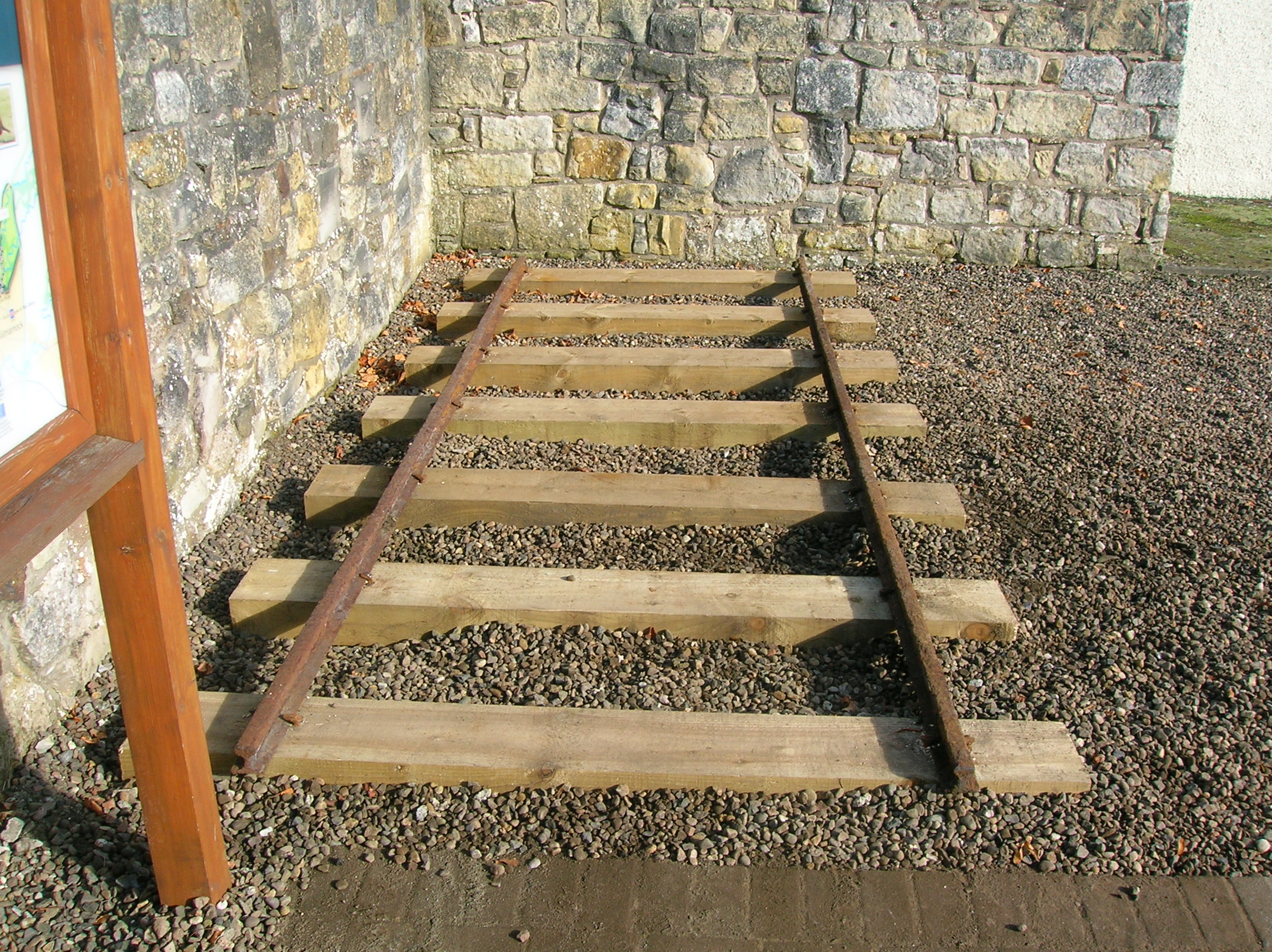
Una sección de una vía original de ancho escocés de 1831, recuperada en Eglinton Country Park (North Ayrshire)

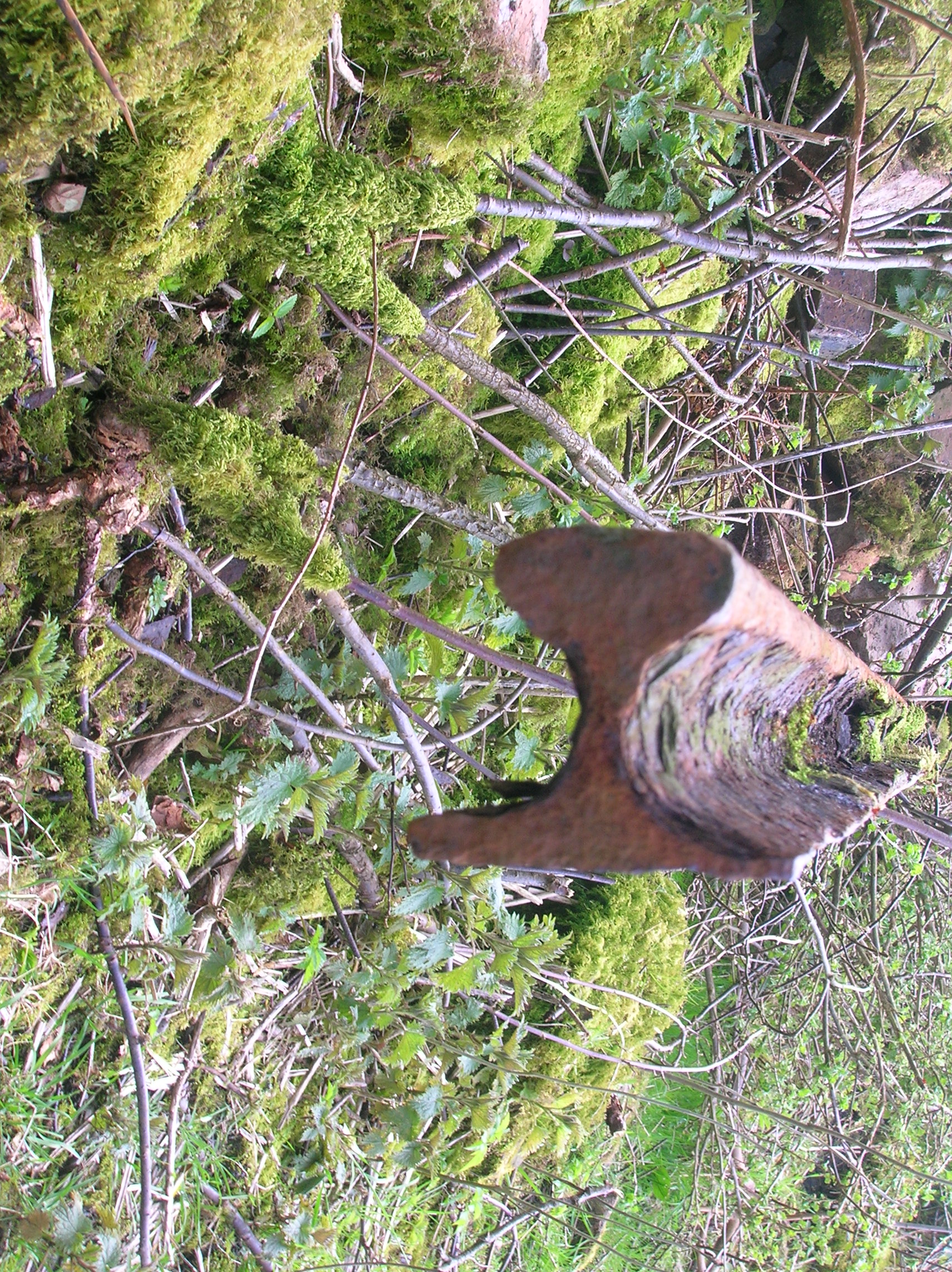
Barra de de longitud de un carril Vignole de base plana, perteneciente al Ferrocarril de Ardrossan y Johnstone, de ancho escocés

Se construyó un pequeño número de ferrocarriles de pasajeros con ancho escocés entre el comienzo y la mitad del siglo XIX, entre los que se incluyen: 
- Ferrocarril de Ardrossan y Johnstone. Longitud: 10 millas (16 km).[1] Autorizado el 20 de julio de 1806 y abierto el 6 de noviembre de 1810.[2]
- Ferrocarril de Monkland y Kirkintilloch.[3] Longitud: 10 millas (16 km). Autorizado el 17 de mayo de 1824 y abierto el 1 de octubre de 1826. El ingeniero fue Thomas Grainger.
- Ferrocarril de Ballochney. Longitud: 6,5 millas (10,5 km). Incorporado el 19 de mayo de 1826 y abierto el 8 de agosto de 1828.
- Ferrocarril de Edimburgo y Dalkeith. Autorizado el 26 de mayo de 1826 y abierto en parte el 4 de julio de 1831.
- Ferrocarril de Garnkirk y Glasgow. Longitud: 8,25 millas (13,3 km). Fundado el 26 de mayo de 1826 e inaugurado el 27 de septiembre de 1831 para pasajeros y mercancías. Los ingenieros fueron Thomas Grainger y John Miller de Edimburgo.
- Ferrocarril de Wishaw y Coltness. Longitud: 11 millas (17,7 km). Fundado el 21 de junio de 1829 y parcialmente abierto el 21 de marzo de 1834. Los ingenieros fueron Thomas Grainger y John Miller de Edimburgo.
- Ferrocarril de Slamannan. Longitud: 12,5 millas (20,1 km). Fundado el 3 de julio de 1835 y abierto el 31 de agosto de 1840.
- Ferrocarril de Paisley y Renfrew. Longitud: 3 millas (4,8 km). Autorizado el 21 de julio de 1835 y abierto el 3 de abril de 1837 para pasajeros y mercancías. El ingeniero fue Thomas Grainger. Convertido al calibre estándar en 1866.

Robert Stephenson and Company construyó una locomotora de ancho escocés, la St. Rollox, para el Ferrocarril de Garnkirk y Glasgow; que posteriormente se vendió al Ferrocarril de Paisley y Renfrew.
Todas las líneas se reacondicionaron posteriormente al ancho estándar.

## Otros anchos escoceses de principios delsigloXIX

### Ancho de 4 pies y 6½ pulgadas
Además de las líneas anteriores, había tres ferrocarriles, autorizados entre 1822 y 1835, que se construyeron en el área de Dundee, con un ancho de 4 pies 6,5 plg (1384 mm): 
- El Ferrocarril de Dundee y Newtyle.[3]
- El Ferrocarril de Newtyle y Coupar Angus. Longitud: 6,5 millas (10,5 km).
- El Ferrocarril de Newtyle y Glammis. Longitud: 10 millas (16 km).

### Ancho de 5 pies y 6 pulgadas
Grainger y Miller construyeron otras dos líneas ferroviarias en la misma zona con un ancho de 5 pies 6 plg (1676 mm). Se dice que Thomas Grainger eligió este ancho, considerando la vía estándar de 4 pies 8,5 plg (1435 mm) como demasiado estrecha; y la vía utilizada por Isambard Kingdom Brunel de 7 pies 1/4 plg (2140 mm), como demasiado ancha: 
- El Ferrocarril de Dundee y Arbroath.[3] Longitud: 14,5 millas (23 km).[1] Creado el 19 de mayo de 1836 y abierto en parte en octubre de 1838.[2]
- El Ferrocarril de Arbroath y Forfar. Longitud: 15 millas (24 km). Creado el 19 de mayo de 1836 y abierto en parte el 24 de noviembre de 1838.

## Final del ancho escocés
El Ferrocarril de Glasgow, Paisley, Kilmarnock y Ayr y el Ferrocarril de Glasgow, Paisley y Greenock, que obtuvieron la aprobación parlamentaria el 15 de julio de 1837 (que luego se convertirían en parte del Ferrocarril de Glasgow y del Suroeste y del Ferrocarril de Caledonia respectivamente), fueron diseñados desde el principio con ancho estándar. 
El ancho estándar de 4 pies 8,5 plg (1435 mm), también conocido como ancho Stephenson por su inventor, el ingeniero George Stephenson, se adoptó en Gran Bretaña después de 1846, tras la aprobación de la Ley Reguladora de los Anchos Ferroviarios de 1846. Quedaban algunos restos de líneas antiguas, pero no eran funcionales, con la excepción del tranvía del Monte de St Michael en Cornualles. Se trata de un ferrocarril parcialmente subterráneo que solía llevar enseres al castillo. En la actualidad opera ocasionalmente, pero solo por razones de demostración, y no está abierto al público en general, aunque un pequeño tramo es visible en el puerto. Se considera que es el último ferrocarril de ancho escocés operativo de Gran Bretaña.

## Uso en Japón

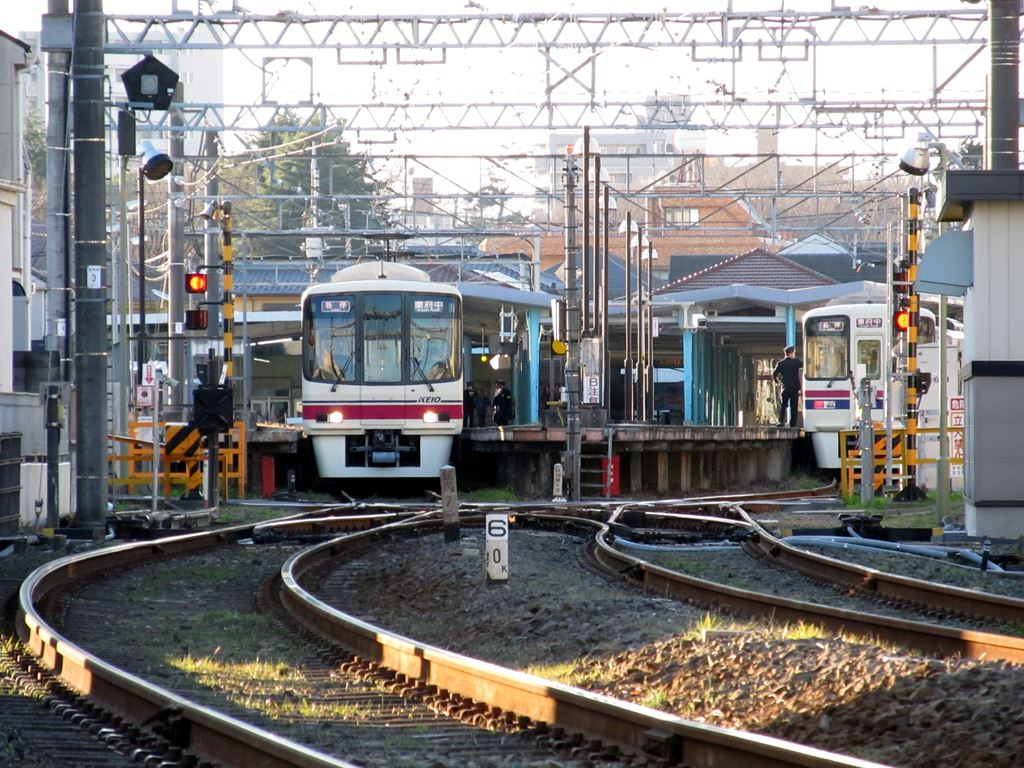
Línea de Keiō, con vías de ancho

Mapa de las líneas ferroviarias con ancho de 1372 mm en el área de Tokio

Después del final del ancho escocés en Gran Bretaña, fue retomado en Japón. Desde 1903, la mayor parte de la red de tranvías de Tokio se construyó con un ancho de 4 pies 6 plg (1372 mm), llamado "ancho de coche" (馬車軌間 Basha Kikan?). El uso de esta anchura se extendió a otras líneas suburbanas que enlazaban hasta el tranvía de la ciudad. Aunque Tokio ha eliminado su red principal de tranvías urbanos, las siguientes líneas todavía usaban el ancho escocés en 2009: 
- La Línea Keiō y sus ramas (excluyendo la Línea Inokashira). La razón para usar el ancho de 1372 mm en 1926 fue extender el servicio a través del tranvía de la ciudad de Tokio (actualmente suprimido, excepto la Línea Arakawa).[7] Longitud: 72 kilómetros (44,7 mi). Convertidos en ferrocarriles de cercanías que conectan Tokio y sus barrios periféricos, operados por Keio Corporation.
- La Línea Toei Shinjuku. Longitud: 23,5 kilómetros (14,6 mi). Una de las líneas de metro de Tokio construida para combinar su servicio con la Línea Keiō. Originalmente, el Ministerio de Transporte pretendía que la Línea Keiō se acomodara a 1435 mm (para que la Línea Shinjuku tuviera el mismo ancho que la línea Asakusa para optimizar su mantenimiento), pero el área de servicio a fines del siglo XX estaba demasiado densamente poblada como para asumir una interrupción masiva del servicio Keiō, y la Línea Shinjuku se construyó con un ancho de 1372 mm en su lugar.
- La Línea Toden Arakawa. Longitud: 12,2 kilómetros (7,6 mi). Única línea superviviente del tranvía municipal de Tokio.
- La Línea Tōkyū Setagaya. Longitud: 5 kilómetros (3,1 mi). Otra línea de tranvía en Tokio operada por Tokyu Corporation.
- Tranvía de la ciudad de Hakodate. Longitud: 10,9 kilómetros (6,8 mi). Único servicio con ancho escocés fuera del área metropolitana de Tokio.